# Facultad de Economía de la Universidad Autónoma de Yucatán
La Facultad de Economía de la Universidad Autónoma de Yucatán es una de las 15 facultades de la Universidad Autónoma de Yucatán. Se encuentra ubicada en el Campus de Ciencias Sociales, Económicas-Administrativas y Humanidades.

## Oferta académica

### Licenciaturas
- Economía (1971 - Presente).[1]
- Comercio Internacional.[2]

### Posgrados

#### Maestrías
- Maestría en Políticas Públicas (2023-presente).
- Maestría en Gobierno y Políticas Públicas (2002-2022).[3]
- Maestría en Economía y Administración Pública (1983 - 2002).[4]

## Directores de la Facultad de Economía
Desde su fundación, la Facultad ha tenido los siguientes directores:
- Lic. Eduardo Rodríguez Pérez (1971 - 1973)
- Juan Duch Gary (1973 - 1976)
- Armando Alpízar Carrillo (1976 - 1980)
- Lic. Alfredo de la Lama (enero - junio de 1981)
- Lic. Carlos Cortés Ancona (1981 - 1982)
- Lic. Raúl Antonio Vela Sosa (1983 - 1991)
- Lic. Renán Herrera Zapata (1991-1992)
- Lic. Jorge Luis Canché Escamilla (1993-2001)
- Dr. Rodolfo Canto Sáenz (2001-2009)
- Dr. Alberto Quintal Palomo (2009-2017)
- Dr. Luis Alberto Araujo Andrade (2017-presente)